# Where the Worst Begins
Where the Worst Begins és una pel·lícula muda dirigida per John McDermott i protagonitzada per Ruth Roland i Alec B. Francis, entre d'altres. Rodada durant l'agost de 1924, la pel·lícula és una mescla de comèdia i western. La pel·lícula es va estrenar l'1 de novembre de 1925.

## Argument
Jane és una noia que no se sent feliç vivint en un ranxo a l'oest americà i somia a anar a viure a Nova York. Es troba amb una festa que el ric August van Dorn fa en un ferrocarril privat i decideix segrestar Donald van Dorn, el seu fill, per tal de tenir els diners per anar a Nova York gràcies al rescat. El pare refusa pagar i mentrestant ella està negociant l'acord, dos delinqüents professionals segresten Donald, però aquest aconsegueix escapar. Ells aleshores prenen presonera Jane. Donald, que s'ha enamorat de Jane aconsegueix rescatar-la. La parella s'acaba casant i viatja a Nova York de lluna de mel.

## Repartiment
- Alec B. Francis (August van Dorn)
- Ruth Roland (Jane Brower)
- Matt Moore (Donald van Dorn)
- Grace Darmond (Annice van Dorn)
- Roy Stewart (Cliff Ranger)
- Derelys Purdue (amiga d'Annice)
- Theodore Lorch
- Ernie Adams
- J.P. Lockney
- Bob Burns
- Floyd Shackelford

## Firxa tècnica
- Direcció: John McDermott
- Guió: Joseph Anthony Roach a partir d'una història de George F. Worts[6]
- Direcció tècnica: Edward Haas
- Fotografia: Byron Haskin
- Muntatge: Edward McDermott
- Productor executiu: Edward Bernoudy
- Productora: Co-Artists Productions
- Distribució: Truart Film Company